# گیلبرتو رودریگز اورخوئلا
گیلبرتو رودریگز اورخوئلا (به اسپانیایی: Gilberto Rodríguez Orejuela) (زادهٔ ۳۰ ژانویهٔ ۱۹۳۹ – درگذشتهٔ ۳۱ مهٔ ۲۰۲۲) قاچاقچی موادمخدر اهل کلمبیا و یکی از رهبران کارتل کالی بود.
او در ۹ ژوئن سال ۱۹۹۵ میلادی طی حملهٔ پلیس ملی کلمبیا با همکاری مأموران ادارهٔ مبارزه با مواد مخدر آمریکا دستگیر شد.
در نهایت در تاریخ ۳ دسامبر سال ۲۰۰۴ میلادی، او و برادرش میگل رودریگز اورخوئلا طی حکم استرداد مجرمین به زندانی در ایالات متحدهٔ آمریکا منتقل شدند. سرانجام وی در ۳۱ مه ۲۰۲۲ بر اثر ایست قلبی در گذشت